# Grauortolan

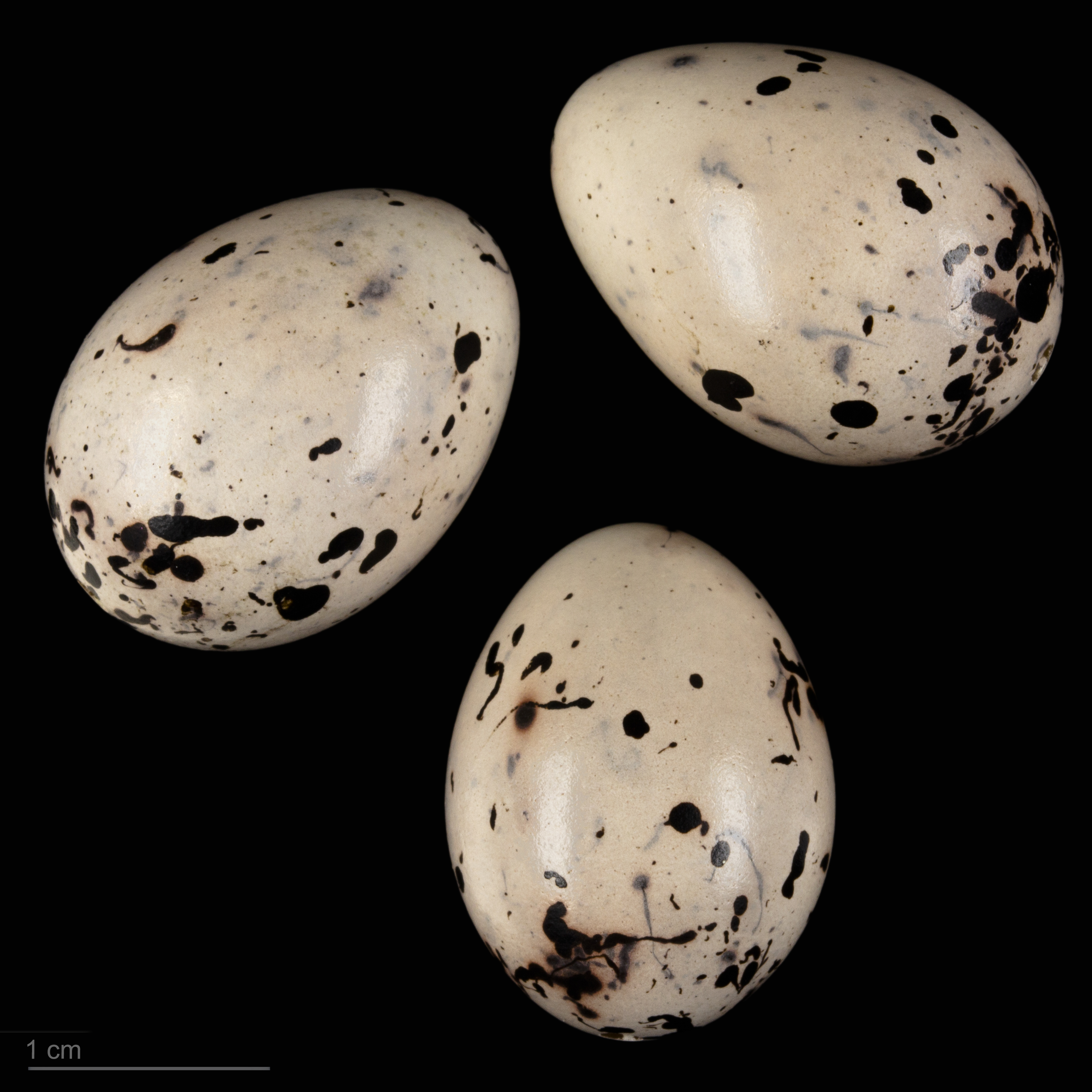
Emberiza caesia, Sammlung Museum von Toulouse

Der Grauortolan (Emberiza caesia), auch Rostammer genannt, ist eine Vogelart aus der Familie der Ammern (Emberizidae).

## Beschreibung
Der Grauortolan ähnelt stark dem Ortolan (Emberiza hortulana). Er hat jedoch einen unverkennbaren leuchtend blaugrauen Kopf. Die Kehle und der Bartstreif sind zimtbraun (nicht gelb wie beim Ortolan), der Schnabel ist rötlich-pink. Das Weibchen ist matter und stärker gestreift als das Männchen (wie auch beim Ortolan) und kann von Ortolan-Weibchen durch die zimtbraune Kehle und Bartstreif unterschieden werden.
Die Grauortolan-Jungvögel sind von Ortolan-Jungvögeln nur sehr schwer zu unterscheiden, von den Jungvögeln der Zippammer kann man sie höchstens am rötlichen Schnabel auseinanderhalten. Im Herbst sind die leuchtenden Farben bei Männchen und Weibchen teilweise verdeckt.
Mit einer Länge von 16 cm und einem Gewicht von etwa 20 g hat der Grauortolan etwa die Größe eines Haussperlings.

## Lebensraum
Der Grauortolan liebt steinige Abhänge mit vereinzelten Büschen und Bäumen sowie Halbwüsten.
Er ist ein Zugvogel, in Südosteuropa ist er Sommergast. Er brütet in ganz Griechenland, in den mittelmeernahen Gebieten in der Türkei und Zypern und in den östlichen Mittelmeer-Küstenstreifen in Vorderasien. Er überwintert im Sudan in Afrika.
Selten wird er auch im mediterranen Raum Westeuropas gesichtet, manchmal verirren sich auch einzelne Tiere bis nach Helgoland.

## Gesang und Nahrung
Der Grauortolan ernährt sich, ganz nach Ammernart, von Sämereien sowie Insekten zum Füttern der Jungen.
Sein Ruf ist ein beständiges „stjip“. Der Gesang ähnelt dem des Ortolans, ist aber kürzer, etwa wie „dü-dü-dü-düi“.

## Brut
Das Nest wird auf dem Boden zwischen Steinen gebaut, oft in dichten Bewuchs. Es besteht aus Halmen, Stängeln und Wurzeln und wird mit Haaren gepolstert. Das Weibchen legt 4–6 schmutzigweiße bis gräulich oder schwärzliche Eier, die etwa 19 mm lang sind. Gebrütet wird zweimal im Jahr. Die Brutdauer beträgt etwa 12–13 Tage.